# Illocska
Illocska (németül: Illutsch) község Baranya vármegyében, a Siklósi járásban.

## Fekvése
Villánytól dél-délkeleti irányban fekszik, közvetlenül a déli (magyar-horvát) államhatár mellett, bár határátkelőhellyel nem rendelkezik. Határában húzódik a Karasica-patak található, mely az elmúlt évszázadok során meghatározó volt az itt élők életében.
A szomszédos települések a határ magyarországi oldalán: észak felől Kislippó, északkelet felől Ivándárda, nyugat felől Beremend, északnyugat felől pedig Lapáncsa. Nagyon kevés híja van annak, hogy nem határos észak felől még Magyarbóly községgel is. Dél felől a községhatár egybeesik az országhatárral, ebben az irányban a legközelebbi szomszédos település a horvátországi Lőcs (Luč).

### Megközelítése
Zsáktelepülés, csak egy öt számjegyű mellékúton (57 119) érhető el, az 5702-es útról Magyarbólynál letérve.

## Története
A község neve egy 1496. évi okmányban olvasható először Wylakcza alakban írva. Feltételezések szerint ez a falu volt akkor Illocska. A török megszállás alatt a település elnéptelenedett, de a felszabadító háborúk után nem magyarok, hanem délszlávok települtek be. A falu magyar eredetű Újlak nevét a 18. században fokozatosan kiszorította a délszlávok által használt Illocska név. Ebben a században olvadt egybe a szomszédos, ugyancsak délszlávok lakta Csat községgel.
A 19. század második felében magyar családok is megjelentek a településen.
1910-ben 591 lakosa volt. Ebből 18 fő magyar, 311 fő  német, 251 fő szerb, 3 fő horvát és 8 fő egyéb nemzetiségű volt. A lakosok közül 192 fő tudott magyarul.
Az 1920-as években a lakosság nagy részét kitevő délszláv lakosság jelentős része Jugoszláviába települt át. A második világháború után pedig több német családot kitelepítettek a községből. A lakosság korábban katolikus és ortodox vallású volt. A 20. század végén a lakosság döntő többsége római katolikus.
A falu a 20. század közepéig Baranya vármegye Baranyavári járásához tartozott.
A falu a 20. század második felében a hanyatlás és a stagnálás útjára lépett. A faluba vezető utat és a kultúrházat 1958-59-ben az akkori tanácselnöknek id. Mészáros Józsefnek és a falubeliek áldozatos munkájának köszönheti a falu.

## Közélete

### Polgármesterei
| Időszak   | Név                                      | Jelölő szervezet | Megjegyzés |
| --------- | ---------------------------------------- | ---------------- | ---------- |
| 1990–1994 | Juhos József                             | független        |            |
| 1994–1998 | Juhos József                             | független        |            |
| 1998–2002 | Juhos József                             | független        |            |
| 2002–2006 | Juhos József                             | független        |            |
| 2006–2010 | Juhos József                             | független        |            |
| 2010–2014 | Juhos József                             | független        |            |
| 2014–2019 | Juhos József                             | független        |            |
| 2019–2020 | Juhos József                             | független        |            |
| 2020–2022 | Kehi József alpolgármester (ügyvivőként) |                  |            |
| 2022–2024 | Kehi József                              | független        |            |
| 2024–     | Kehi József                              | független        |            |

A településen 2022. május 8-án időközi polgármester-választást kellett tartani, mert a községet 30 éven át irányító Juhos József 2020. augusztus 31-én elhunyt. A választást eredetileg még 2020. december 6-ára írták ki, de abban az időpontban már nem lehetett megtartani, a koronavírus-járvány kapcsán elrendelt korlátozások miatt, és új időpontot sem lehetett kitűzni azok feloldásáig; az átmeneti időszakban Kehi József alpolgármester ügyvivő polgármesterként irányította a települést. Az időközi választáson öt jelölt indult, akik közül Kehi József egymagában is megszerezte a szavazatok több mint 50 %-át.

## Népesség
A település népességének változása:
| Lakosok száma | 241  | 238  | 247  | 241  | 235  | 226  | 226  | 228  |
|               | 2013 | 2014 | 2015 | 2019 | 2021 | 2022 | 2023 | 2024 |

A 2011-es népszámlálás során a lakosok 99,6%-a magyarnak, 4,5% cigánynak, 1,2% horvátnak, 1,7% németnek, 0,4% örménynek, 0,4% románnak mondta magát (0,4% nem nyilatkozott; a kettős identitások miatt a végösszeg nagyobb lehet 100%-nál). A vallási megoszlás a következő volt: római katolikus 55,8%, református 14%, evangélikus 2,1%, felekezeten kívüli 24% (4,1% nem nyilatkozott).
2022-ben a lakosság 86,7%-a vallotta magát magyarnak, 3,1% cigánynak, 1,8% németnek (12,8% nem nyilatkozott; a kettős identitások miatt a végösszeg nagyobb lehet 100%-nál). Vallásuk szerint 19% volt római katolikus, 5,8% református, 0,4% evangélikus, 0,9% egyéb keresztény, 0,4% egyéb katolikus, 26,1% felekezeten kívüli (47,3% nem válaszolt).

## Nevezetességei
- Szent Márton római katolikus templom (1891)
- Szerb ortodox templomot 1908, műemléki védelem alatt áll.
- Három műemlék jellegű kereszt található még, egy a falu bejáratánál és a két templomnál egy-egy.

A faluban díszpolgárokat is avattak. Schmidt Károlyt, aki felkutatta a hősi halottak nevét, s monográfiát ír a faluról, illetve Czékó Sándort, aki nagy áldozatot vállalva járult hozzá a római katolikus templom felújításához. A múlt őrzői, de inkább a jövő építői ők.

## Ismert emberek
- Itt született 1958. július 25−én Kosztics László szobrászművész.